# Emmanuel Sougez
Louis Victor Emmanuel Sougez (16 de julio de 1889 - 24 de agosto de 1972) fue un fotógrafo y crítico fotográfico francés.
Nació en Burdeos en el departamento de  la Gironda y estudio en la Escuela de Bellas Artes de la ciudad iniciando su actividad profesional como pintor, sin embargo, en torno a 1912 se dedicó en exclusiva a la fotografía y completó su formación en diversas empresas de Alemania y Suiza. En 1920 comenzó a trabajar como fotógrafo independiente y en 1926 fue el fundador del servicio fotográfico del periódico L'Illustration. 
Defendió la fotografía artística rechazando la fotografía pictórica y defendiendo los principios de la Nueva Objetividad considerando la fotografía como un arte autónomo. Sus primeras fotografías tenían como tema principal la naturaleza muerta y el desnudo empleando una estética austera y puramente fotográfica.
Fundó junto a René Servant y Pierre Jahan el grupo Le Rectangle en 1936 en el que se encontraban los fotógrafos franceses que hacían trabajos de ilustración. Sin embargo el grupo sólo funcionó hasta los inicios de la Segunda Guerra Mundial aunque posteriormente se volvió a reunir bajo el nombre de Les XV aunque participaron también otros fotógrafos como Lucien Lorelle. También fue miembro del Club 30 x 40.
Sus trabajos fotográficos se centraban en mayor medida en la fotografía de publicidad y de temas arqueológicos, pero también colaboró en aplicaciones científicas y otras temáticas.
Sus escritos sobre técnica y estética fotográfica permitieron el aprendizaje de la misma por numerosos artistas, de ese modo Sougez estaba considerado por Dora Maar como su mentor.
Parte de su obra pudo conocerse en Cataluña antes de la guerra civil española gracias a la revista D'Ací i d'Allà en la que se publicó alguna de sus fotografías. Pero fue especialmente en la mitad del siglo XX a través del grupo fotográfico AFAL y la renovación que supuso cuando se difundieron en mayor medida sus planteamientos fotográficos.
Su obra forma parte de numerosas colecciones como la del Atelier de photographies historiques, la Biblioteca nacional de Francia, el Museo francés de Fotografía de Brièvres y colecciones particulares. Realizó numerosas exposiciones como la celebrada en 1934 en Rouen en la Sociedad de Artistas de Normandía, en 1983 en el Centro Georges Pompidou, en el Palais de Tokyo de París en 1993 o el Museo de Bellas Artes de la Coruña en 2000.
Sus colaboraciones sobre teoría y práctica de la fotografía fueron muy numerosas y colaboró en diversos medios de comunicación. Definió a los "fotógrafos primitivos" como aquellos pintores que en torno a 1840 comenzaron a emplear técnicas fotográficas de un modo artesanal para realizar su trabajo pictórico que solía ser el retrato y la miniatura. Esta definición la presentó en artículos y libros entre los que se puede señalar: La photographie anciènne (La fotografía antigua), La phtographie, son histoire (La fotografía: su historia) y La photographie, son univers (La fotografía: su universo).